# Вёльфлин, Эдуард
Эдуард Вёльфлин (нем. Eduard Wölfflin; 1 января 1831, Базель — 8 ноября 1908, Базель) — швейцарский филолог-классик, лексикограф, инициатор создания словаря Thesaurus Linguae Latinae. 

## Биография
Родился в Базеле 1 января 1831 года в семье Иоганна Рудольфа Вёльфлина; мать — Элизабет, урождённая Менгис.
С 1849 года изучал классическую филологию сначала в Базельском университете у Карла Людвига Рота (1811—1860) и Франца Дорофея Герлаха (1793—1876), затем в Гёттингене у Карла Фридриха Германа. Ещё до получения докторской степени он по предложению Германа он начал новое критическое издание трудов историка Полиэна, которое опубликовал несколько лет спустя — в 1860 году. В 1854 году он получил степень доктора филологии, защитив диссертацию «De Lucii Ampelii libro Memoriali Quaestiones Critae et Historicalae» («Исторические и критические исследования книги по истории Луция Ампелия»), посвящённую его учителю Фридриху Вильгельму Шнайдевину (1810—1856). Также он опубликовал критическое издание текста.
После окончания университета работал помощником библиотекаря в Базельском университете (1854—1861), затем (до 1871 года) — учителем средней школы в Винтертуре. В 1856 году он получил хабилитацию филолога-классика в Цюрихском университете, в 1869 году стал экстраординарным профессором, в 1871 году — штатным профессором классической филологии и истории литературы в Цюрихе. С 1875 года преподавал в Эрлангенском университете, с 1880 по 1906 год — в Мюнхенском университете; был действительным членом Баварской академии наук.
Исследования использования языка отдельными писателями в качестве основы для текстологической критики и редакторской работы привели Эдуарда Вёльфлина к диахроническому описанию языка и лексикографии латыни от первых письменных свидетельств до перехода в романские языки. Таким образом, Вёльфлин стал инициатором создания «Thesaurus Linguae Latinae», который он подготовил и поддерживал как организатор и соавтор. Также, с 1884 года он был редактором периодического издания «Archiv für lateinische Lexikographie und Grammatik …», которое выросло до 15 томов на момент смерти Вельфлина в 1908 году. Среди других значительных работ Э. Вёльфлина:
- De Lucii Ampelii libro Memoriali quaestiones criticae et Historicae (диссертация). — Göttingen, 1854
- Caecilii de Balbi nugis philosophorum quae supersunt. — Базель, 1855
- Polyaeni Strategicon libri Octo. — Leipzig, 1860.
- Livianische Kritik und Livianischer Sprachgebrauch. — Берлин, 1864
- Publii Syri sententiae. — Лейпциг, 1869
- Antiochos von Syrakus und Coelius. — Antipater, 1872
- Lateinische und romanische Comparation. — 1878
- Zur Composition der Historien des Tacitus. — 1901.

В 1901 году был награждён баварским орденом Максимилиана «За достижения в науке и искусстве».
Умер в Базеле 8 ноября 1908 года. Похоронен на кладбище Вольфготтезаккер.